# Phalacrichomyces normalis
Phalacrichomyces normalis är en svampart som beskrevs av R.K. Benj. 1992. Phalacrichomyces normalis ingår i släktet Phalacrichomyces och familjen Laboulbeniaceae.   Inga underarter finns listade i Catalogue of Life.